# محمدصالح ابوسعیدی
محمدصالح ابوسعیدی (۱۳۰۰ در کرمان-؟) نویسندهٔ ایرانی و پژوهشگر علوم تربیتی بود. او برای نگارش کتاب خانواده و تربیت اولاد در سال ۱۳۳۲ برندهٔ جایزه سلطنتی کتاب سال شد.

## آثار
- خانواده و تربیت اولاد مبتنی بر عقاید روان‌شناسان معروف اروپا و آمریکا، ت‍ال‍ی‍ف م‍ح‍م‍دص‍ال‍ح اب‍وس‍ع‍ی‍دی. ت‍ه‍ران: چ‍ه‍ر‏‫، ۱۳۳۲
- بنیاد نو در فلسفه، جان دیویی، محمدصالح ابوسعیدی (مترجم)، تهران: فرانکلین، ۱۳۳۷
- سرزمین سحرآمیز ژاپن، تألیف مهرداد مهرین، پیشگفتار: محمدصالح ابوسعیدی، تهران: مطبوعاتی عطائی، ۱۳۳۹